# Cephalaria squamiflora
Cephalaria squamiflora là một loài thực vật có hoa trong họ Kim ngân. Loài này được (Sieber) Greuter mô tả khoa học đầu tiên năm 1967.

## Hình ảnh

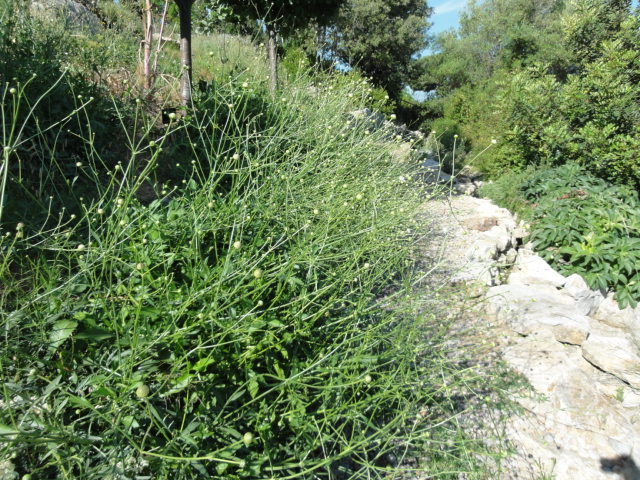